# Alessandro Nora
Alessandro Nora (Mirandola, 24 de maio de 1987) é um jogador de polo aquático italiano, medalhista olímpico.

## Carreira

### Rio 2016
Nora integrou a equipe da Itália que conquistou a medalha de bronze nos Jogos do Rio de Janeiro.